# دجت
دجِت، که با نام‌های واج، زت، و اوآجی نیز شناخته می‌شود، چهارمین فرعون دودمان نخست مصر بود. نام هوروسی دجت به معنای «کبرای حوروس» است.
اطلاعات کمی درباره دوران فرمانروایی او در دست است اما یکی از ستون‌های سنگی یادبود او به شکل بسیار خوبی باقی‌مانده و نام این فرعون را می‌توان بر آن دید. این ستون یادبود نمایانگر نام حوروسی فرعون است و نشان می‌دهد که هنر مصر باستان در آن هنگام به خوبی رشد کرده بوده. دوران فرمانروایی او در بخش‌های گم شده یا دزدیده شدهٔ سنگ‌نبشته پالرمو فهرست شده‌اند.
همسر دجت، خواهرش مریت‌نیت بود. این گمان وجود دارد که زنی به نام عحانیت نیز همسر او بوده باشد. پسر دجت و مریت‌نیت، دِن نام داشت و نوه‌شان عدندجب بود.